# Kinbergonuphis rubrescens
Kinbergonuphis rubrescens är en ringmaskart som först beskrevs av Augener 1906.  Kinbergonuphis rubrescens ingår i släktet Kinbergonuphis och familjen Onuphidae. Inga underarter finns listade i Catalogue of Life.